# Gvozdeni čovek
Gvozdeni čovek јe epizoda seriјala Mali rendžer (Kit Teler) obјavljena u Lunov magnus stripu #303. Epizoda јe premijerno u bivšoj Jugoslaviji objavljena u 5. maja 1978. godine. Koštala je 10 dinara (0,54 $; 1,29 DEM). Korice su reprodukcija originalnih korica nepoznatog autora.

## Originalna epizoda
Epizoda je premijerno objavljena u Italiji u svesci #142. pod nazivom L’incredible duello objavljena u septembru 1975. Sveska je koštala 350 lira (0,32 $; 1,27 DEM). Epizodu je nacrtala Lina Bufolente, a scenario napisao Andrea Lavecolo. Originalne korice nacrtao je Franko Donateli, tadašnji crtač Zagora.

## Kratak sadržaj
Tokom noći, Kit sa krova kuće puca iz puške na Bensona, ali se ništa ne dešava. Benson se samo okreće i odlazi. U Lismore stiže Ani sa četiri pištolja da na sred gradskog trga naredi Bensonu da joj izglanca čizme, što ovaj bezpogovorno čini. Kit, Ani i Franki prate Bensona i Kesela do naizgled pustog ostrva gde im se gubi trag. Kit pretpostavlja da su prešli na ostrvo, te se sva trojica prebacuju na njega. Ani tokom noći otkriva da postoji šest identičnih Bensona ili Ejtona koji ulaze u tajni ulaz pod velikim hrastom. Kit ulazi za njima i zatiče podzemnu laboratoriju u kojoj otkriva da su Bensoni/Ejtoni zapravo roboti. Tamo upoznaje Kasela, koji je donator, i profesora Belfegora koji se predstavlja kao kibernetičar. Kaselov cilj je da osvoji svet sa armijom gvozdenih ljudi.

## Repriza ove epizode
Kompletna epizoda je reprizirana u Srbiji u tri nastavka u Lunov magnus stripu u sveskama Odredište Tuson (#1023), Legija neranjivih (#1027), te Neverovatan dvoboj (#1036). Epizoda je reprizirana u Italiji u okviru edicije If edizioni u #71, koji je izašao 14. aprila 2018. Koštala je 8 €.

## Prethodna i naredna sveska
Prethodna sveska Malog rendžera u LMS nosila je naziv Dvoboj u podne (#302), a naredna Začarano blago (#306).
Pogledati još: Spisak epizoda edicije Lunov magnus strip i Kit Teler (spisak i sadržaj epizoda).